# Désordre (construction)
Pour les articles homonymes, voir désordre et pathologie (homonymie).
Un désordre est un défaut constaté sur un élément d'ouvrage d'une construction. 
Il peut s'agir d'un défaut esthétique, d'une anomalie de fonctionnement d'un équipement ou de défauts affectant les structures. La cause du désordre peut provenir d'une erreur de conception, d'un défaut d'exécution, d'une vice de matériau, d'évènements climatiques exceptionnels, etc.
Un désordre peut être considéré comme un dommage, qui doit alors être réparé. En droit de la construction français, une série de trois garanties (la garantie de parfait achèvement, la garantie de bon fonctionnement et la garantie décennale) se met en place pour permettre la réparation des désordres après la réception.
L'étude des désordres, de leur origine et des mesures à mettre en œuvre pour les éviter ou les réparer s'appelle la pathologie.

## Définition
Le monde du bâtiment a un vocabulaire propre, visant à décrire les techniques de construction à chaque métier. Le Dicobat comprend plus de 17 000 définitions différentes, tandis que le dictionnaire du BTP des éditions Eyrolles en comprend plus de 10 000. Un « désordre » désigne toute anomalie d’une construction, peu importe sa gravité ou l'élément d'ouvrage affecté. Un désordre peut être considéré comme un dommage, dans le sens où il y a eu préjudice. La pathologie est l'étude des désordres, de leur origine et des mesures de prévention pour les éviter ou les réparer,.

## Désordres dans la construction

### Désordres dans le bâtiment
Pour un article plus général, voir Malfaçon.